# Vacuüm (band)
Vacuüm was tussen 1981 en circa 1986 een Nederlandse punkband.

## Biografie
Vacuüm was een punkband uit Utrecht en Emmen die nauwe banden had met Groningen. Een van de oprichters was Jan Pieter, die voorheen die daarvoor deel uitmaakte van Popgroep Kut, een van de eerste punkbands van Nederland. Medeoprichters waren zijn broer Rob en gitarist Despo (Danny John Kristel, later bij The Schizo's). Despo werd later vervangen door Hans Sulmann. De band zong in het Nederlands en was de eerste Nederlandse punkband die een drumcomputer gebruikte.
Vacuüm toerde rond 1985 veel met The Ex en Zowiso en werkte ook samen met Bart FM Droog.

## Bezetting
- Hanneke Schreuder - Toetsen/zang
- Hans Sulman - Gitaar/zang (later in Jammah Tammah)
- Jan Pieter Kuil - Basgitaar/zang
- Rob Kuil - Gitaar/zang

## Discografie
- Vacuüm (lp, ltd, 1984)
- Ruziek (cassettes, 1984)
- Feest (lp, album, 1985)
- Ruziek (cassettes, 1985)[4]
- Emma (bijdrage aan de verzamel-lp, 1986)
- Bijdrages aan cassettes, uitgebracht op hun eigen label Ruziek:
  - Ruzie (1981)
  - Hatelijke Groenten 7" (1982)
  - Destructief Jong Nederland (1982)
  - De Droog Tapes (Deel 1) (1983)
  - Christenskins Present
  - Oost West